# Lebeuville

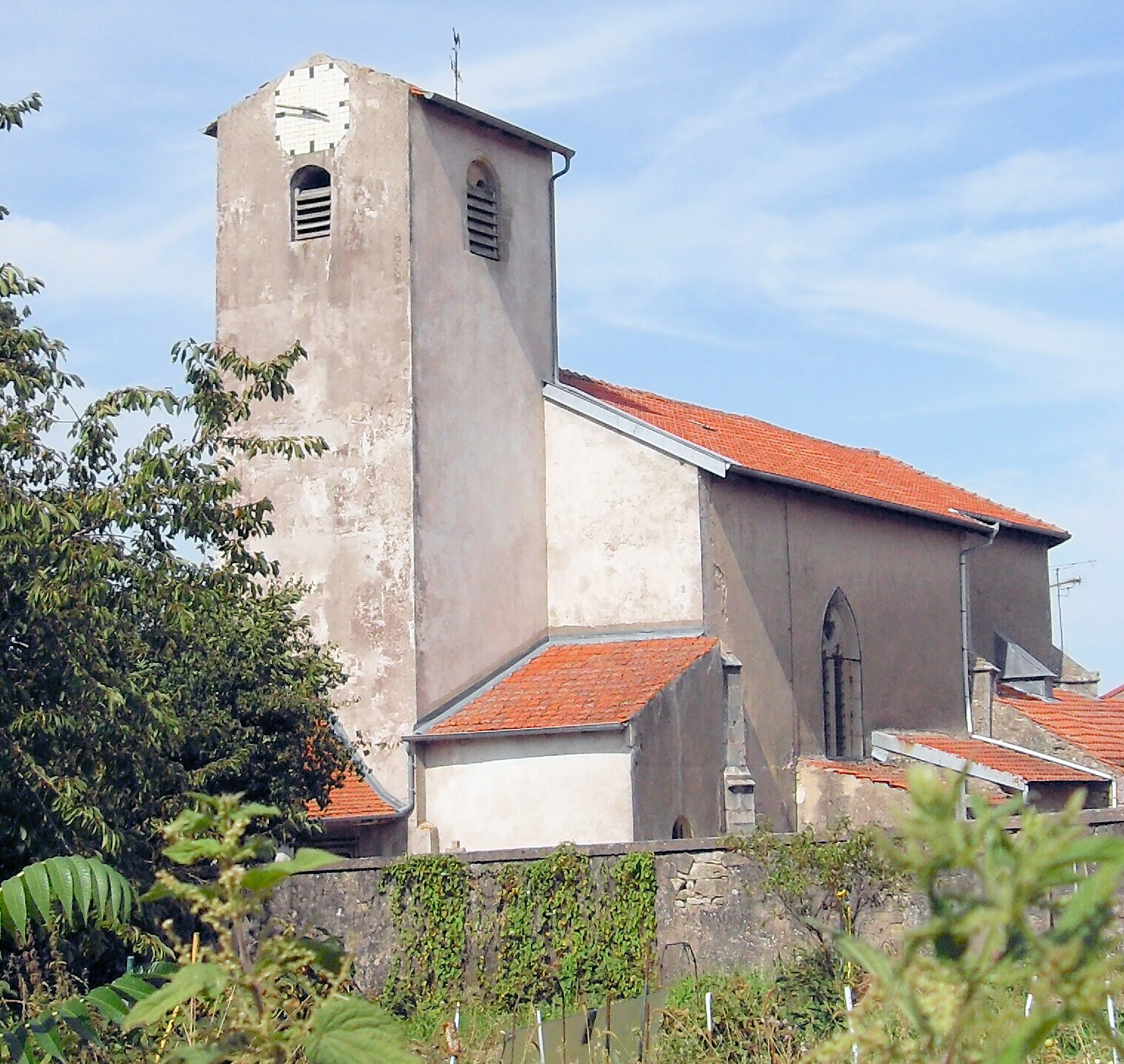
Kościół pw. św. Marcina (2009)

Lebeuville – miejscowość i gmina we Francji, w regionie Grand Est, w departamencie Meurthe i Mozela.
Według danych na rok 1990 gminę zamieszkiwało 141 osób, a gęstość zaludnienia wynosiła 23 osób/km² (wśród 2335 gmin Lotaryngii Lebeuville plasuje się na 904. miejscu pod względem liczby ludności, natomiast pod względem powierzchni na miejscu 912.).

## Populacja

Populacja Lebeuville w latach 1962–2008